# Erik Refner
Erik Refner (...) è un fotografo danese, vincitore del World Press Photo of the Year 2001.
Ha ricevuto inoltre numerosi altri  riconoscimenti professionali, tra cui il Visa d'Or News a Perpingan nel 2001 ed il Award of Excellence at the Picture of the Year due volte nel 2002 ed una nel 2003.
Dal 2002 lavora per il quotidiano danese Berlingske Tidende nel 2002.